# 薩特卡
55°02′N 59°01′E / 55.033°N 59.017°E
薩特卡（Сатка）是俄羅斯車里雅賓斯克州的一個城市，位於首府車里雅賓斯克以西190公里。2002年人口49,686人。
1758年11月19日建城。1937年設市。